# Deh Sabz
Deh Sabz är ett distrikt i Afghanistan. Det ligger i provinsen Kabul, i den nordöstra delen av landet, 20 kilometer nordost om huvudstaden Kabul.
Distriktet beräknades år 2022 ha cirka 63 000 invånare.